# Jorge Duilio Benítez
Jorge Duilio Benítez (Yaguarón, 23 april 1927) is een voormalig Paraguayaans voetballer, beter bekend onder zijn spelersnaam Benítez.

## Biografie
Benítez begon zijn carrière bij Nacional en werd er in 1946 landskampioen mee. In 1949 ging hij voor het Argentijnse Boca Juniors spelen. Door hartproblemen moest hij een clausule in zijn contract tekenen waardoor hij op eigen risico voor de club ging spelen. De beste notering met Boca was de tweede plaats in 1950. Van 1952 tot 1956 speelde hij dan voor het Braziliaanse Flamengo en won er drie keer op rij het Campeonato Carioca mee en was in 1953 topschutter van de competitie. Hij speelde er aan de zijde van zijn landgenoot Sinforiano García. Hij beëindigde zijn carrière bij Náutico.
In 1949 speelde hij zeven wedstrijden voor het nationale elftal. Op het Zuid-Amerikaans kampioenschap scoorde hij vier keer in één wedstrijd tegen Bolivia. Nooit scoorde een Paraguyaan vaker voor zijn land in één wedstrijd.